# Steffen Tigges
 (août 2025).
Steffen Tigges, né le 31 juillet 1998 à Osnabrück,  est un footballeur allemand. Il évolue au poste d'avant-centre au FC Cologne. 
Il a un frère jumeau Leon (en) également footballeur qui évolue au poste de gardien de but.

## Biographie

### VfL Osnabrück
Il fait ses débuts officiels pour le VfL Osnabrück le 12 décembre 2015 lors d'un match nul 0-0 contre le FC Erzgebirge Aue, il remplace Marcos Álvarez (en) à la 76e minute avant d'être lui-même remplacé à la 90e minute en raison d'une blessure.

### Borussia Dortmund
En 2019, il signe au Borussia Dortmund et y intègre l'équipe réserve.
Il joue son premier match avec l'équipe première le 22 décembre 2020 contre l'Eintracht Brunswick en Coupe d'Allemagne.
Le 14 avril 2021, il fait sa première apparition en Ligue des champions en entrant à la 81e minute face à Manchester City en quart de finale retour de la compétition.

## Statistiques
| Saison                | Club                  | Championnat           | Championnat | Championnat | Championnat | Coupe(s) nationale(s) | Coupe(s) nationale(s) | Coupe(s) nationale(s) | Compétition(s) continentale(s) | Compétition(s) continentale(s) | Compétition(s) continentale(s) | Compétition(s) continentale(s) | Total | Total | Total |
| Saison                | Club                  | Division              | M.          | B.          | P.d.        | M.                    | B.                    | P.d.                  | Comp.                          | M.                             | B.                             | P.d.                           | M.    | B.    | P.d.  |
| 2015-2016             | VfL Osnabrück         | 3. Liga               | 12          | 1           | 0           | 1                     | 0                     | 0                     | -                              | -                              | -                              | -                              | 13    | 1     | 0     |
| 2016-2017             | VfL Osnabrück         | 3. Liga               | 16          | 0           | 0           | 2                     | 1                     | 0                     | -                              | -                              | -                              | -                              | 18    | 1     | 0     |
| 2017-2018             | VfL Osnabrück         | 3. Liga               | 27          | 1           | 2           | 2                     | 0                     | 0                     | -                              | -                              | -                              | -                              | 29    | 1     | 2     |
| 2018-2019             | VfL Osnabrück         | 3. Liga               | 25          | 2           | 2           | 3                     | 1                     | 1                     | -                              | -                              | -                              | -                              | 28    | 3     | 3     |
| Sous-total            | Sous-total            | Sous-total            | 80          | 4           | 4           | 8                     | 2                     | 1                     | -                              | -                              | -                              | -                              | 88    | 6     | 5     |
| 2020-2021             | Borussia Dortmund     | Bundesliga            | 6           | 0           | 0           | 1                     | 0                     | 0                     | C1                             | 1                              | 0                              | 0                              | 8     | 0     | 0     |
| 2021-2022             | Borussia Dortmund     | Bundesliga            | 9           | 3           | 0           | 2                     | 0                     | 0                     | C1+C3                          | 2+2                            | 0+0                            | 0+0                            | 15    | 3     | 0     |
| Sous-total            | Sous-total            | Sous-total            | 15          | 3           | 0           | 3                     | 0                     | 0                     | -                              | 5                              | 0                              | 0                              | 23    | 3     | 0     |
| 2022-2023             | FC Cologne            | Bundesliga            | 30          | 6           | 1           | -                     | -                     | -                     | C4                             | 7                              | 1                              | 0                              | 37    | 7     | 1     |
| 2023-2024             | FC Cologne            | Bundesliga            | 14          | 0           | 0           | 1                     | 0                     | 0                     | -                              | -                              | -                              | -                              | 15    | 0     | 0     |
| Sous-total            | Sous-total            | Sous-total            | 44          | 6           | 1           | 1                     | 0                     | 0                     | -                              | 7                              | 1                              | 0                              | 52    | 7     | 1     |
| Total sur la carrière | Total sur la carrière | Total sur la carrière | 139         | 13          | 5           | 12                    | 2                     | 1                     | -                              | 12                             | 1                              | 0                              | 163   | 16    | 6     |

## Palmarès
VfL Osnabrück
- Championnat d'Allemagne D3 (1) :
  - Champion : 2018-19.